# Río Ruso
El río Ruso (en inglés Russian River) es un pequeño y poco caudaloso río situado al norte del estado de California (Estados Unidos), que recorre unos 160 km entre la cordillera costera Californiana y el océano Pacífico, pasando por los condados de Mendocino y Sonoma. Finalmente desemboca a unos 100 km al norte de la Bahía de San Francisco, entre el pueblo de Jenner y la Goat Rock Beach. El río pasa por el área turística y balnearia de Guerneville (California).
Fue descubierto por los indígenas Pomo cuando estaban migrando desde el norte. Tiempo después llegarían colonos y comerciantes rusos al área, quienes lo nombrarían Slavyanka. Luego los españoles; posteriormente los mexicanos lo llamaron  río Ruso, por sus antiguos habitantes, término que después los colonizadores estadounidenses traducirían a Russian River. 
En ruso se lo denomina Rashen (Рашен), transliteración fonética del inglés Russian.